# Littérature acadienne
La littérature acadienne est la littérature produite en Acadie, ou considérée comme telle.
Peu de textes sont produits durant la période coloniale à cause du contexte socio-économique difficile. Le poème Évangéline de l'Américain Henry Longfellow a une influence considérable sur l'éclosion de la littérature acadienne et des prêtres écrivains publient à partir du milieu du XIXe siècle. Ils sont suivis par des historiens comme Placide Gaudet et Pascal Poirier ; le débat nationaliste oriente la littérature jusque dans les années 1960. Les jeunes auteurs remettent en cause les valeurs traditionnelles à partir de 1966. Au début des années 1970, les recueils de poésie Cri de terre de Raymond Guy Leblanc, Acadie Rock de Guy Arsenault, Saison antérieures de Léonard Forest et Mourir à Scoudouc d'Herménégilde Chiasson marquent tous ce tournant. Leur succès influence d'autres auteurs comme Melvin Gallant avec ses recueils de contes Ti-Jean, Louis Haché avec ses romans historiques, Claude Le Bouthillier avec ses romans d'anticipation et Ulysse Landry avec sa poésie. Antonine Maillet est lauréate du prestigieux prix Goncourt en 1979 pour son roman Pélagie-la-Charrette.
Une première acadienne, Dyane Léger, publie un recueil de poésie en 1980. Gérald Leblanc marque aussi cette décennie.
La fondation des Éditions d'Acadie en 1972 permet une plus grande diffusion des œuvres et aussi d'enfin publier sur place. Des autres maisons d'édition, les Éditions Perce-Neige sont à noter dans le domaine de la poésie et Bouton d'or Acadie dans la littérature jeunesse. Les Éditions d'Acadie déclarent faillite en 2000, forçant de nombreux auteurs à trouver un éditeur au Québec ou en Ontario. Une partie du répertoire n'est toujours pas disponible en librairie. Quelques anthologies et histoires de la littérature ont été publiées, notamment par Marguerite Maillet et David Lonergan. La critique ne s'est véritablement développée que dans les années 1990 mais les auteurs acadiens ont toujours de la difficulté à faire parler de leurs œuvres et les populariser à l'extérieur de l'Acadie. Leur nombre ainsi que leur qualité est toutefois en forte croissance.

## Origines

### Régime français
L'Acadie fut fondée en 1604 par Pierre Dugua de Mons. Jean de Poutrincourt s'est par la suite vu confier le titre de lieutenant-gouverneur de l'Acadie, avec certaines exigences dont apporter des colons. C'est ainsi qu'en 1606 il apporte des dizaines d'artisans, quelques notables ainsi que l'avocat Marc Lescarbot. Lors de son séjour d'un an, ce dernier donnera naissance à la littérature acadienne à Port-Royal. Dans ses textes, Lescarbot tente d'expliquer l'insuccès des expéditions précédentes et en profite aussi pour démentir plusieurs mythes tenaces sur l'Amérique, alors qu'il crée lui-même le mythe de l'Acadie en tant que Terre promise.
Pour Nicolas Denys, le mythe de se résume à l'abondance : il compare l'Acadie au pays de Cocagne. En 1672, ruiné et âgé de 74 ans, il publie Description géographique et historique des côtes de l'Amérique septentrionale, avec l'histoire naturelle de ce pays, où il critique ceux qui l'ont empêché de réaliser son rêve tout en incitant à reprendre le flambeau et concluant en expliquant que l'Acadie ne se développera et sera abandonnée aux ennemis de la France si les querelles ne cessent pas. Dière de Dièreville visite Port-Royal en 1699 et est déçu de son état et de la pauvreté de la population, contrastant avec la « fausse représentation » qu'on lui a fait de l'Acadie. Bien qu'il soit écrit à l'origine en vers, son texte Relation du Voyage du Port Royal de l'Acadie (1708) donne une vision généralement juste de la faune, de la flore mais surtout de la vie quotidienne en Acadie. De son texte, il ressort l'insouciance et la belle humeur de la colonie, bien que l'auteur s'interroge sur le désintéressement du roi face à sa colonie même si la population lui reste fidèle. Dans ses Mémoires (1716), Robert Charles, défenseur des moins nantis aux idées avant-gardistes, dénonce lui aussi cette situation et propose une politique qui transformerait la Nouvelle-France « en une espèce de royaume aussi florissant que la vieille France européenne ». Son style rapide et incisif reprend à la fois l'enthousiasme de Lescarbot et la confiance de Denys.
En 1616, le jésuite Pierre Biard publie Relation de la Nouvelle-France. Faisant probablement référence à Lescarbot, il désire détruire les illusions créées par les récits antérieurs ; il dépeint pourtant une belle colonie offrant de grande possibilités, dont la France doit continuer la colonisation et l'évangélisation. Ce texte fournit des informations précieuses sur son désaccord avec les seigneurs de Port-Royal, sur les débuts de la lutte entre la France et l'Angleterre pour la domination de l'Amérique du Nord ainsi que sur les difficultés et espoirs de l'évangélisation des Amérindiens. Plusieurs missionnaires partageront par la suite sa conviction de l'importance de bien connaître les langues amérindiennes. Chrétien Le Clercq aurait même inventé les hiéroglyphes micmacs durant sa mission de 10 ans en Gaspésie. Dans Nouvelle Relations de la Gaspésie (1691), il dépeint ensuite de façon imagée et avec beaucoup de sensibilité les coutumes des Micmacs.

### Régime britannique
Après la cession de l'Acadie à l'Angleterre en 1713, aucun Français ne publie sur la colonie. Par contre, l'île Royale et l'île Saint-Jean (les actuelles île du Prince-Édouard et île du Cap-Breton) restent possessions françaises et des missionnaires et des administrateurs écrivent aux Acadiens et au gouvernement pour leur proposer des solutions. Malgré les observations perspicaces de Louis Franquet dans ses comptes rendus de voyages aux îles Royale et Saint-Jean (1751) et au Canada (1752 et 1753), le gouvernement ne change pas d'attitude envers ses colonies. La situation politique trouble et la lente croissance de la population depuis la fondation de la colonie expliquent le faible nombre de textes produits par les Acadiens durant cette période.

### Grand Dérangement
Entre 1755 et 1763, la population acadienne est déportée. Contrairement à la période précédente, plusieurs auteurs français écrivent alors sur l'Acadie. L'abbé François Le Guerne, qui sera le seul prêtre catholique en territoire britannique durant deux ans, décrit avec émotion l'entêtement des Acadiens à vouloir rester dans un endroit qui était, jusque-là, « un paradis sur terre ». Après la Déportation, la littérature prend du temps à réapparaître mais la tradition orale reste florissante. Par contre, le thème de la Déportation et de l'exil est peu présent dans les contes, les légendes, les complaintes et les chansons. Les lettres de Vénérande Robichaud à son frère Otho, dont toute la famille fut déportée à Boston, témoignent du tiraillement des exilés entre leurs familles éparpillées et leurs conditions de vie. D'autres lettres, celles de Mathurin Bourg et des missionnaires canadiens français nous informent sur le travail difficile des prêtres, sur les mauvaises conditions de vie mais aussi sur la lente réorganisation de la société acadienne. Durant leur exil, les Acadiens envoient de nombreuses pétitions aux gouvernements, qui peuvent être considérées comme le début de la littérature acadienne. Ces pétitions contribuent à la survie du mythe de l'Acadie comme Terre promise, plus tard remplacée par la Louisiane comme destination mais non dans la conscience collective des premières générations.
Ce sont des auteurs étrangers qui les premiers créent le mythe de l'Acadie perdue ainsi que d'un peuple martyr, résigné et fidèle. La première œuvre importante est Évangéline de l'Américain Henry Longfellow, publiée en 1847. Longfellow décrit les Acadiens d'une façon qui rappelle Dièreville à ceci près qu'ils sont devenus propriétaires terriens et possèdent un vaste cheptel. Le texte débute par les fiançailles d'Évangéline et de Gabriel. Le lendemain, les Britanniques annoncent la Déportation, mettant à l'âge d'or du peuple acadien et séparant les deux amoureux. Évangéline part alors à la recherche de Gabriel tandis que ce dernier ère pour oublier sa peine. Ils se manquent de justesse en Louisiane, où de nombreux Acadiens ont trouvé refuge. À un âge avancé, Évangéline met fin à ses recherches et devient religieuse dans un hôpital de Philadelphie, où elle retrouve finalement Gabriel, qui est mourant. Le poème est un succès immédiat et suscite des discussions sur la véracité des faits décrits, ce qui attire l'attention des Européens et des Américains sur le sort des Acadiens.
Le roman Jacques et Marie de Napoléon Bourassa fut publié sous la forme d'un feuilleton l'année même de la publication de la version française d’Évangéline, en 1865, et il est probable qu'il ait été plus lu en Acadie que le poème de Longfellow. Quoi qu'il en soit, l'influence de Longfellow et de Bourrassa sur la littérature acadienne est indéniable. L'importance d'Évangéline est telle que le poème contribue à la renaissance acadienne et est adoptée par les Acadiens comme un symbole national. De nombreux autres auteurs ont entretemps publié des romans sur le sujet de la Déportation. En 1859, le Français François-Edme Rameau de Saint-Père écrit La France aux colonies : Acadiens et Canadiens. Il y exprime sa foi dans un réveil du peuple acadien et propose en quelque sorte un plan qui en assurerait la survie. Rameau suscite tant d'intérêt en Acadie qu'il y fait deux voyages, alors que ses textes sont publiés dans les journaux locaux, qui le qualifient par ailleurs de bienfaiteur et de grand ami des Acadiens. L'influence de Rameau dans la littérature acadienne perdurera jusqu'au milieu du XXe siècle. Par ailleurs, le programme qu'il propose influence toute une génération, qui culmine avec les Conventions nationales acadiennes.

## Renaissance acadienne
Avec la fondation d'écoles et de collèges au XIXe siècle, puis les Conventions nationales acadiennes, les Acadiens et leur clergé commencent à redécouvrir leur identité et leurs aspirations dans un monde d'anglophones. C'est à cette époque que commencent à publier des prêtres écrivains tels que Philéas-Frédéric Bourgeois, Alexandre Braud et André-Thaddée Bourque. La redécouverte de l'histoire de l'Acadie a donné lieu à un nombre important de textes, en particulier ceux de Placide Gaudet, de Joseph-Fidèle Raîche et de Pascal Poirier. Jusqu'aux années 1960, la littérature acadienne est dominée par le débat nationaliste.

## Époque nationaliste
Au XXe siècle, le nationalisme devient moins important et plusieurs auteurs dont Antonine Maillet se penchent sur d'autres sujets.
Plusieurs auteurs de la diaspora publient durant les années 1940, 1950 et 1960, dont Eddy Boudreau, Donat Coste — pseudonyme de Daniel Boudreau — et Ronald Després. Ce dernier passe presque toute sa vie à l'extérieur de l'Acadie mais est tout de même considéré comme le pionnier de la littérature acadienne par les poètes du XXIe siècle. En fait, les auteurs de l'époque n'ont pas le choix d'être publiés au Québec, comme c'est aussi le cas d'Antonine Maillet, qui devient par la force des choses une sorte de porte-parole de l'Acadie. Elle crée une œuvre universelle qui est pourtant inspirée de sa vie et très ancrée dans le milieu de sa ville natale, Bouctouche.
Dès 1966, les plus jeunes auteurs remettent en question les valeurs traditionnelles ; ce mouvement est amplifié par la Révolution tranquille au Québec, par les réformes de Louis Robichaud au Nouveau-Brunswick, par les grèves étudiantes et par le succès phénoménal de La Sagouine d'Antonine Maillet. La poésie est la première forme littéraire à suivre cette tendance. Le roman est dominé par l'œuvre d'Antonine Maillet mais de nombreux autres auteurs sont à remarquer[Lesquels ?].
Les années 1972 et 1973 sont marquantes dans l'histoire des arts en Acadie, avec le lancement de l'« antilivre » L'étoile maganée d'Herménégilde Chiasson et des frères Jacques et Gilles Savoie, la création de la revue gauchiste L'Acayen et la création du premier cours de littérature canadienne francophone à l'Université de Moncton par Marguerite Maillet.
C'est dans ce contexte que des professeurs de l'Université de Moncton regroupés par Melvin Gallant fondent en 1972 les Éditions d'Acadie. Elle devient le catalyseur de la prise de parole initiée par les jeunes écrivains à partir de 1966. Le premier texte publié est Cri de terre de Raymond Guy Leblanc, qui devient le chantre d'une poésie issue du pays et vécue dans le pays, une Acadie moderne et consciente de l'être. Acadie Rock (1973), de l'adolescent Guy Arsenault, intègre le chiac. Saisons antérieures (1973), de Léonard Forest, aborde l'Acadie d'un point de vue romantique, voire nostalgique. Un quatrième recueil de poésie, Mourir à Scoudouc (1974) d'Herménégilde Chiasson, présente les dilemmes auxquels fait face la quête du pays. Ces premiers titres sont des succès de librairie et de nouveaux genres sont publiés, dont le recueil de contes Ti-Jean (1973) de Melvin Gallant et Charmante Miscou (1974) de Louis Haché, tenant à la fois du récit, de la nouvelle et du conte. Les Éditions d'Acadie connaissent toutefois des difficultés financières entre 1976 et 1978. Trois publications de 1977 sont tout de même à noter, soient Rapport sur l'état de mes illusions d'Herménégilde Chiasson, Tabous aux épines de sang d'Ulysse Landry et L'Acadien reprend son pays de Claude Le Bouthillier.
En marge de la production littéraire acadienne, Antonine Maillet en reste pourtant la personnalité la plus importante. Dès 1972, elle développe le cycle de l'Île-aux-Puces, qui est à l'origine du complexe récréotouristique du Pays de la Sagouine, avec le roman Don l'Orignal en 1972, qui lui vaut le prix du Gouverneur général, et Mariaagélas en 1973. Les Cordes-de-bois est terminé en 1977 et Pélagie-la-charrette lui vaut le prestigieux prix Goncourt en 1979. Antonine Maillet se démarque aussi au théâtre, notamment avec sa pièce La Sagouine (1971), connue pour la prestation de son unique interprète, Viola Léger.
La littérature acadienne prend en effet de l'ampleur au même moment que le théâtre acadien et la fondation du département d'arts dramatique de l'Université de Moncton n'est pas étrangère à cette situation. Ses premiers diplômés adaptent des romans acadiens dès la fin de leurs études, dont Ti-Jean en 1978.
L'Association des écrivains acadiens est fondée 1979. Elle donne naissance à la revue littéraire Éloizes et aux Éditions Perce-Neige en 1980.

## Prise de parole (1980-1989)
L'Association des écrivains acadiens (AÉA) est fondée 1979. À la même époque, les Éditions d'Acadie reçoivent de plus en plus de manuscrits et ne peuvent tout simplement pas tous les publier. L'AÉA donne ainsi naissance à la revue littéraire Éloizes et aux Éditions Perce-Neige en 1980. Afin de ne pas diviser le milieu artistique, cette maison d'édition se donne comme mission d'imprimer le premier ouvrage d'un auteur, dont les œuvres subséquentes sont publiées aux Éditions d'Acadie. Cette pratique a toutefois pour effet de garder les Éditions Perce-Neige dans l'ombre des Éditions d'Acadie. Le premier titre est tout de même Graines de fées de Dyane Léger, la première acadienne à publier un recueil de poésie. En 1981, c'est au tour de Gérald Leblanc, célèbre parolier du groupe 1755 à publier Comme un otage du quotidien. D'autres auteurs importants sont publiés par les Éditions Perce-Neige, dont Georges Bourgeois, Rose Després, Daniel Dugas, Martin Pître et Rino Morin Rossignol.
Les Éditions d'Acadie atteignent leur pleine croissance en 1984. Elles connaissent toutefois de sérieuses difficultés financières à cause de leur tentative de publication de manuels scolaires, où elles n'ont pas d'expertise et font face aux exigences du gouvernement néo-brunswickois. Michel Henry quitte la direction en 1986 pour fonder la maison d'éditions éponyme, qui attire des auteurs paraissant auparavant aux Éditions d'Acadie comme Guy Arsenault, Herménégilde Chiasson, Gérald Leblanc, Raymond Guy Leblanc ainsi que Daniel Dugas, auparavant aux Éditions Perce-Neige. Michel Henry éditeur accorde aussi une place au théâtre. Les Éditions L'Exode de la plupart des auteurs des Éditions Perce-Neige aux Éditions d'Acadie forcent leur fermeture en 1988. Puisque Michel Henry ne parvient pas à intéresser la population et les médias à ses titres, sa maison d'édition doit aussi fermer ses portes en 1989.
Dans L'extrême frontière (1988), Gérald Leblanc tente une première fois de synthétiser sa poésie alors que Roméo Savoie fait le lien entre la peinture et la poésie dans Trajets dispersés (1989). Le premier recueil de Serge Patrice Thibodeau, La Septième chute (1990), est très remarqué et ses thèmes s'éloignent des autres œuvres de l'époque.
Les Éditions d'Acadie sont les seules à publier des romans, psychologiques avec Melvin Gallant — Le Chant des grenouilles (1982) — et Claude Le Bouthillier — C'est pour quand le paradis (1984) — ou historiques avec Louis Haché — Un Cortège d'anguilles (1985). Germaine Comeau explore quant à elle la quotidienneté — L'Été aux puits secs (1983) — alors que France Daigle intègre la poésie au roman Sans jamais parler du vent (1983), Film d'amour et de dépendance (1984) et Histoire de la maison qui brûle (1985) — et que Christiane Saint-Pierre donne une touche de fantaisie à des textes pourtant sérieux — Sur les pas de la mer (1986) et Absente pour la journée (1989).
Herménégilde Chiasson produit aussi une vaste œuvre théâtrale. Aidée par le succès de Pélagie-la-charrette, Antonine Maillet écrit d'autres romans dont Cent ans dans les bois (1981), Crache à pic (1984) et Le Huitième Jour (1986) ; elle continue aussi son œuvre au théâtre.
La littérature acadienne est reconnue tant en Amérique qu'en France. D'ailleurs, outre Antonine Maillet, d'autres auteurs sont publiés au Québec, dont France Daigle, Hélène Harbec, Claude Le Bouthillier, Laurier Melanson et Jacques Savoie.

## Diversification (1990-2000)
Le Regroupement des éditeurs canadiens-français est mis sur pied en 1989. Il signe une entente avec le distributeur Prologue, favorisant l'accès des auteurs acadiens au marché québécois. L'Association des écrivains acadiens perd de son influence dès 1986 et est remplacée en 1990 par l'Association acadienne des artistes professionnel(les) du Nouveau-Brunswick. Les Éditions Perce-Neige reprennent vie en 1991. L'entreprise signe une entente de coédition avec les Écrits des forges, du Québec. L'entente est annulée trois ans plus tard mais permet tout de même de populariser les principaux poètes acadiens au Québec.
Gérald Leblanc publie cinq recueils entre 1991 et 1995 mais c'est son Éloge du chiac (1995) qui illustre le plus clairement ses inquiétudes. Herménégilde Chiasson se démarque aussi dans le domaine de la poésie et Climats (1996), l'un de ses six recueils des années 1990, est en quelque sorte une synthèse de son œuvre. Serge Patrice Thibodeau publie aussi six recueils, dont Le Cycle de Prague (1992), où la structure formelle devient essentielle à son écriture.
Antonine Maillet réoriente son œuvre sur son expérience personnelle avec notamment Les Confessions de Jeanne de Valois (1992), une biographie de la supérieure du Collège où elle a commencé ses études. L'ouverture du Pays de la Sagouine la même année à Bouctouche l'incite toutefois à produire de nouveaux textes à chaque année ; ce complexe récréotouristique est basé sur les principaux personnages du cycle de La Sagouine.
Le nombre d'ouvrages publiés augmente considérablement, passant à 44 seulement pour l'année 1996, alors que tous les sujets et les publics cibles sont touchés. Les Éditions Perce-Neige et les Éditions d'Acadie se partagent les principaux recueils de poésie mais, au cours des années 1990, Perce-Neige se dirige de plus en plus vers la poésie tandis que les Éditions d'Acadie se concentrent sur les romans.
Les principaux poètes du milieu des années 1990 sont Martin Pître (La Morsure du désir, 1993), Georges Bourgeois (Les Mots sauvages, 1994), Rino Morin Rossignol (La Rupture des gestes, 1994 et L'Éclat du silence, 1998), Hélène Harbec (Le Cahier des absences et de la décision, 1991) et Roméo Savoie (L'Eau brisée, 1992 et Dans l'ombre des images (1996).
France Daigle écrit à l'époque quatre romans, d'abord formalistes mais de plus en plus ouverts, comme l'est Pas pire (1998). Louis Haché poursuit son œuvre sur l'histoire de la Péninsule acadienne, avec notamment La Tracadienne (1996). Françoise Enguehard écrit aussi des romans historiques (Les Litanies de l'Île-aux-Chiens, 1999). Les premiers romans de Gracia Couturier s'inspirent des fractales et de la théorie du chaos (L'Antichambre, 1997).
Tout d'abord poète, Mario Thériault est surtout connu pour son recueil de nouvelles Terre sur mer (1997). Marc Arsenault utilise le chiac comme affirmation d'une Acadie urbaine, en l'occurrence Moncton, dans À l'antenne des oracles (1992) ; d'autres écrivains de la ville utilisent par la suite ce langage. C'est toutefois Jean Babineau qui mélange le français, le chiac et l'anglais autant que ses personnages dans ses romans, entre autres Bloupe (1993). Christian Brun reprend les mêmes préoccupations dans ses poèmes — Tremplin (1996) — mais c'est la recherche d'un sens dans les images qui oriente son œuvre, et non la langue.
Selon David Lonergan, il conviendrait de parler d'une « école de Moncton », à laquelle s'opposerait une « école de Robertville », en développement à la fin du XXe siècle avec des écrivains comme Fredric Gary Comeau et Martin Pître. Éric Cormier exprime la difficulté de vivre et de s'ajuster — À vif tel un circoncis (1997) — et Christian Roy interroge la vie et sa relation avec l'autre pour se questionner lui-même — Pile ou face à la vitesse de la lumière (1998).
Judith Hamel publie En chair et en eau (1993), un hymne à la vie, un peu en marge de l'œuvre des jeunes poètes, avant de se tourner vers la littérature jeunesse. Les poèmes de Daniel Dugas — Le Bruit des choses (1995) — usent de l'humour, de la satire et de l'ironie pour dénoncer la société. Rose Després est la principale poétesse acadienne ; dans Gymnastique pour un soir d'anguilles (1996) et La Vie prodigieuse (2000), elle se heurte à la langue et à son opacité en rendant compte de ses angoisses mais transforme sa douleur en force nourricière. Chacun des recueils de Dyane Léger, dont Les Anges en transit (1992), s'articule autour d'une série d'événements de sa vie ou de sentiments.
Après quinze ans, Ulysse Landry publie un autre recueil, L'Espoir de te retrouver (1992), une vision du monde sombre et pessimiste. Dans ses deux romans — Sacré montagne de fou (1996) et La Danse sauvage (2000) — ses personnages contestent le système mais sont impuissants.
Certains auteurs continuent à publier une partie ou l'ensemble de leurs œuvres au Québec, dont Hélène Harbec, Martine L. Jacquot, Claude Le Bouthillier et Jacques Savoie. Les Éditions La Grande Marée, fondée en 1993, met d'abord l'accent sur les sujets régionaux mais parvient à attirer des auteurs réputés comme Laval Goupil et Édith Bourget. Marguerite Maillet fonde quant à elle Bouton d'or Acadie, permettant à des auteurs jeunesse comme Denise Paquette et Édith Bourget de trouver un public, ou à d'autres auteurs comme Léonard Forest, Françoise Enguehard et Judith Hamel de s'intéresser à cette littérature. Deux autres maisons d'édition voient le jour mais restent de facture régionale et ne durent que quelques années. Après avoir publié 4000 titres, les Éditions d'Acadie déclarent faillite en 2000.

## Restructuration et renouveau (depuis 2000)
La faillite des Éditions d'Acadie force les écrivains à trouver d'autres éditeurs qui n'ont pas toujours les ressources nécessaires. Une partie du répertoire disparaît des tablettes du même coup et seules les Éditions Perce-Neige peuvent se permettre de rééditer les classiques de Guy Arsenault et Raymond Guy Leblanc. Elles rachètent aussi des stocks des Éditions d'Acadie, dont les premiers romans de France Daigle, quelques recueils d'Herménégilde Chiasson et le premier roman de Françoise Enguehard. Les Éditions Perce-Neige sont dirigées par Gérald Leblanc jusqu’à sa mort en 2005, où il est remplacé par Serge Patrice Thibodeau. La Bibliothèque canadienne française, un regroupement ontarien, publie quelques-uns des recueils d'Herménégilde Chiasson et de Gérald Leblanc. La plupart des autres classiques sont toujours indisponibles en librairie. Les Éditions La Grande Marée attirent quelques autres auteurs, et la qualité de ses publications s'améliore graduellement. Les Éditions de la Francophonie sont fondées en 2001 par Denis Sonier et publie des titres de qualité variable. Bouton d'or Acadie connait une croissance rapide, devient la référence en matière de littérature jeunesse et attire même des auteurs et illustrateurs québécois et européens. Il reste que beaucoup d'écrivains acadiens doivent se tourner chez des éditeurs québécois et ontariens, notamment les Éditions Prise de parole, basées dans le Grand Sudbury. L'affaiblissement de l'édition acadienne survient toutefois au moment où le nombre de livres publiés, ainsi que leur qualité, devient de plus en plus important, signifiant que la littérature acadienne n'est pas en difficulté.
Les Éditions Perce-Neige publient les nouveaux recueils de Hélène Harbec, Roméo Savoie ainsi que l'intégrale de Léonard Forest, confirmant son orientation poétique. Roméo Savoie termine le recueil Une lointaine Irlande en 2001. Les trois derniers grands recueils de Gérald Leblanc — Le Plus clair du temps (2001), Technose (2004) et Poèmes new-yorkais (2006) — évoquent des gens et des lieux de son quotidien et recherchent la simplicité et le rythme. En 2000, Serge Patrice Thibodeau quitte les éditeurs québécois pour Perce-Neige, avec son recueil Le Roseau (2000). Ses poèmes sont à la fois plus intimes tout en restant très structurés, une méthode qu'il reprend dans Seuls on est (2007) et Les Sept dernières paroles de Judas (2008). Seuils (2002) réunit des suites de deux recueils déjà publiés en 1992 mais épuisés, Passage des glaces et Cycle de Prague, avec des textes inédits, réussissant ainsi à lier le passé et le présent. Lieux cachés (2005) comporte des récits de voyage, de l'époque où l'auteur fut un militant d'Amnistie internationale. Fredric Gary Comeau retourne aux Éditions Perce-Neige en 2005 avec Naufrages, au même moment où il commence sa carrière d'auteur-compositeur-interprète. Ses recueils et disques renvoient l'un à l'autre — Aubes avec Ève rêve (2006) et Vérités avec Effeuiller les vertiges (2009).
Hélène Harbec développe son propre style, en poésie — Va (2002) et Le Tracteur céleste (2005) — comme dans le roman —  Les Voiliers blancs (2002) —. Elle se tourne résolument vers le roman avec Chambre 503 (2009). Ce dernier est publié aux Éditions David, à Ottawa, signe que les éditeurs ontariens représentent probablement de plus en plus une alternative aux éditeurs acadiens. Les autres auteurs publiés chez Perce-Neige lui restent fidèle, dont Judith Hamel (Onze notes changeantes, 2003), Rino Morin Rossignol (Intifada du cœur, 2006), Éric Cormier (L'Hymne à l'apocalypse, 2001), Christian Roy (Personnes singulières, 2005) ainsi que Christian Brun (L'Évolution des contrastes, 2009).
Acadieman est l'une des premières bandes dessinées acadiennes, créée par Daniel « Dano » Omer Leblanc au début des années 2000. La série est adaptée en série animée et diffusée à partir de 2005. À la suite du succès important de la série, le long métrage Acadieman vs. le C.M.A. est réalisé en 2009. Jean-François Gaudet et Hugues Poirier ont créé la collection Le tour du Québec en BD et le troisième épisode, intitulé Les Aventures de Winnyfred : La Grande virée acadienne, paraît en 2009.
Daniel Omer Leblanc est l'un des auteurs faisant partie de ce qui s'annonce être la quatrième génération de poètes acadiens, accueillis chez Perce-Neige à partir de 2000. À l'opposé de ses bandes dessinées qui sont écrites en chiac, ses poèmes sont d'un français normatif, faisant toutefois transparaître une tension linguistique, telle que dans Les Ailes de soi (2000). La langue de Jean-Philippe Raîche est quant à elle sobre, fluide et évocatrice, le fruit d'une recherche impressionniste de l'essence de l'amour (Ne réveillez pas l'amour avent qu'elle ne le veuille, 2007). Les textes de Paul Bossé, qui fut d'abord cinéaste, ressemblent en effet à de petits scénarios commentant avec humour notre société, le tout avec une touche de chiac (Un Cendrier plein d'ancêtres, 2001 et Saint-George/Robinson, 2007). Brigitte Harrison fait tout d'abord une critique de la société avec L'Écran du monde (2005) mais se dirige vers une vision plus intérieure dans Le Cirque solitaire (2007). Selon David Lonergan, les textes les plus originaux sont ceux de Georgette LeBlanc, qui utilise le français acadien de la baie Sainte-Marie pour créer un récit poétique, Alma, qui lui vaut le prix littéraire Antonine Maillet/Acadie Vie en 2007.
Jean Babineau, avec une œuvre en chiac affrontant ce que François Paré nomme l'incertitude linguistique, publie le roman Vortex aux Éditions Perce-Neige en 2004. Le roman Laville de Germaine Comeau, de facture plus traditionnelle, y est lui aussi publié en 2008. Perce-Neige ne publie toutefois pas beaucoup de romans, sans raison apparente selon David Lonergan.
Après la faillite des Éditions d'Acadie, en 2000, Herménégilde Chiasson publie quatre titres chez quatre éditeurs en trois ans, dont le recueil de récits autobiographiques Brunante et deux œuvres liées à des démarches avec des artistes (Légendes et Actions). Il publie le recueil Parcours aux Éditions Perce-Neige en 2005. À l'exception de ses œuvres jeunesse, tous les textes suivants sont publiées aux Éditions Prise de parole, marquant l'ouverture de l'entreprise franco-ontarienne à la littérature acadienne. Ses poèmes sont incantatoires dans Béatitudes (2007), lauréat du prix Champlain, alors qu'ils se rapprochent du récit dans Solstices (2009). Rose Després passe elle aussi de Perce-Neige — La Vie prodigieuse, 2000 — à Prise de parole — Si longtemps déjà, 2009 — où elle obtient le prix Éloizes. Ses deux recueils sont d'une grande intensité dramatique, faisant d'elle la plus importante poétesse acadienne. Après plusieurs années d'absence, Daniel Dugas précise sa pensée sociale dans le recueil Même un détour serait correct (2006), lui aussi publié en Ontario.
Les Litanies de l'Île-aux-Chiens, le premier roman de Françoise Enguehard, fait l'objet d'une seconde édition en 2006. Se déroulant aussi sur son archipel natal de Saint-Pierre-et-Miquelon, le roman L'Archipel du docteur Thomas est lauréat du prix des lecteurs Radio-Canada en 2009.
Avec Madame Perfecta (2001), Antonine Maillet introduit son seul personnage principal qui ne soit pas Acadien dans la seule histoire se déroulant dans sa maison. Le Temps me dure (2003) ravive son double enfantin Radi tandis Pierre Bleu (2006) élargit son répertoire de personnages traditionnels et que Le Mystérieux voyage de Rien (2008) est un conte philosophique. Antonine Maillet continue d'écrire pour le théâtre mais uniquement pour les besoins du Pays de la Sagouine, sans que cela n'enlève d'efficacité à ses textes.
Au cours des années 2000, Jacques Savoie se consacre essentiellement à la télévision mais publie Les Soupes célestes (2005), un roman comique, tandis que le succès de la série télévisée Les Lavigueur, la vraie histoire, lui permet de faire paraître le scénario en 2008.
Le roman Pas Pire de France Daigle est réédité par les Éditions du Boréal, du Québec, en 2002. Ses personnages Terry et Carmen reviennent auparavant dans Un fin de passage (2001) et Petite difficultés d'existence (2002), constituant l'aboutissement de l'évolution des premiers romans formalistes, et quelque peu poétiques, de l'auteur, accordant de plus en plus d'importance aux personnages, et ensuite de l'intrigue et finalement laissant une grande place aux dialogues, teintés de chiac.
Claude Le Bouthillier, d'abord publié aux Éditions d'Acadie, passe aux éditeurs québécois en 1989. Il publie ensuite des recueils de poésie — Tisons péninsulaires (2001) — aux Éditions La Grande Marée au cours des années 2000, le roman Babel ressuscitée en 2001 aux Éditions de la Francophonie et revient chez XYZ Éditeur pour ses deux romans suivants. L'auteur affirme l'originalité de l'Acadie, faisant parfois des Acadiens un peuple messianique.
Le Français Alain Raimbault s'installe en Acadie en 1998 et produit autant de la poésie, des romans et des livres pour la jeunesse. Ses poèmes, publiés aux Éditions David, sont doux et simples, allant du haïku — Mon île muette (2001) — aux formes brèves — Partir comme jamais (2005). Ses romans, dont Confidences à l'aveugle (2008), questionnent la structure du récit et la réalité de la fable romanesque ; ils sont publiés chez les Éditions Hurtubise.
Louis Haché poursuit sa recherche sur l'histoire de la Péninsule acadienne avec Le Desservant de Charnissey (2001) et La Maîtresse d'école (2003), publiés aux Éditions de la Francophonie. Au même éditeur, Melvin Gallant remet en question le mythe d'Evangéline dans Le Complexe d'Évangéline (2001). Le Métis de Beaubassin (2009) est un autre roman historique traditionnel.
Bouton d'or Acadie connait de plus en plus de succès grâce à sa fondatrice, Marguerite Maillet, qui désire intéresser les enfants et les adolescents à littérature, en publiant des sujets acadiens ou du moins des auteurs acadiens. Melvin Gallant reprend son personnage de Ti-Jean dans trois nouveaux recueils de contes comportant quelques modifications. Il introduit aussi le personnage de Tite-Jeanne (Tite-Jeanne et la pomme d'or, 2000). Judith Hamel crée la série Modo — dont Modo et la planète Mars, 2000 — et écrit le roman jeunesse Respire par le nez (2004). Denise Paquette est avant tout illustratrice mais écrit aussi ses propres albums — Quatre saisons dans les bois, 2007 — et est l'auteur d'un touchant roman jeunesse, Annie a deux mamans (2003). À la demande de Marguerite Maillet, Léonard Forest écrit deux contes fantaisistes, dont Les Trois pianos (2003) alors  que Françoise Enguehard présente l'histoire de son archipel dans Le Pilote du Roy (2007). Les autres auteurs jeunesse publient alternativement au Québec ou chez Bouton d'or Acadie. Dans le recueil Une Terre de poésie (1999), Édith Bourget allie la poésie et les tableaux. Son écriture s'oriente vers des sujets jeunesse avec des recueils de poésie drôles mettant en scène des enfants d'une famille à qui sont attribués les textes, notamment dans Autour de Gabriel (2004). Elle écrit aussi le roman Lola et le fleuve (2009). Alain Raimbault se lance dans la littérature jeunesse avec Herménégilde l'Acadien (2000). Il s'oriente vers la fantaisie et ses romans les plus réussis — Le Ciel en face (2005) et La Jeune lectrice (2008) — sont publiés chez Bouton d'Or Acadie.
La maison d'édition montréalaise La Courte Échelle met sur pied une collection de poésie pour adolescents, à laquelle participe Serge Patrice Thibodeau — Du haut de mon arbre (2002) — et Herménégilde Chiasson — L'Oiseau tatoué (2003) — restant fidèles à leur démarche tout en s'adaptant à leur nouveau public. Herménégilde Chiasson termine le recueil de nouvelles pour adolescents Dans la chaleur de l'amitié en 2008 pour une nouvelle maison d'édition acadienne, Les Éditions Karo ; ce texte reste trop près de l'exigence pédagogique de celle-ci. Herménégilde Chiasson reste à la même époque le principal dramaturge du Théâtre l'Escaouette de Moncton.

## Littérature cadienne francophone
Dès l'arrivée en Louisiane, les Acadiens voient leur société divisée par différents facteurs. Une minorité d'exilés adopte le capitalisme fondé sur l'esclavage, leur permettant d'amasser plus de richesse et de s'intégrer aux classes sociales plus aisées. De plus en plus de personnes se considèrent alors comme des Créoles ou des Américains, et non des Cadiens. Au fil des décennies, la culture cadienne devient associée à l'ignorance et à la pauvreté. En 1916, une loi impose l'éducation obligatoire en anglais. En 1900, 85 % des habitants du sud-ouest de la Louisiane sont francophones et cette proportion passe à 50 % en 1950 puis à moins de 12 % en 1990, d'autant plus qu'à cette année la plupart des francophones sont âgés de plus de 60 ans. La littérature cadienne francophone à proprement parler est née en 1980 lorsque Jean Arcenaux a publié Cris sur le bayou. Le premier Congrès mondial acadien, en 1994, a ensuite donné un sérieux coup de pouce à la francophonie louisianaise. Un organisme voué à la promotion de la langue française en Louisiane, Action Cadienne, a été mis sur pied en 1996. Plusieurs échanges ont aussi été organisés entre la Louisiane et l'Acadie du Nord. Les Éditions d'Acadie, basées au Nouveau-Brunswick, ont publié Lait à mère de David Cheramie. Les Éditions Perce-Neige, aussi du Nouveau-Brunswick, ont lancé la collection « Acadie tropicale », dont le premier titre fut Faire récolte, de Zachary Richard, suivi par Suite du loup, de Jean Arceneaux et À cette heure, la louve, de Debbie Clifton. Cette dernière a également écrit en créole louisianais, étant elle-même créole.

## Genres

### Poésie
Herménégilde Chiasson

### Roman
Parmi les oeuvres à souligner notons La Sagouine. Antonine Maillet, 1971, Cri de terre. Raymond Guy LeBlanc, 1972, Acadie Rock. Guy Arsenault, 1973, Mourir à Scoudouc. Herménégilde Chiasson, 1974, Les portes tournantes. Jacques Savoie, 1984, Éloge du chiac. Gérald Leblanc, 1995.

### Essai
Le journal L’Évangéline en aura été l’une des premières tribunes les plus importantes pour les essayistes acadiens. Des années 1970 aux années 2000, Léonard Forest, Régis Brun, Michel Roy, Léon Thériault, Rino Morin Rossignol, Herménégilde Chiasson, Robert Pichette, Jean-Marie Nadeau et Claude Le Bouthillier, notamment, ont marqué selon différents degrés l’essayisme en Acadie. De Michel Roy (L’Acadie perdue, 1978; L’Acadie des origines à nos jours, 1981) à Léon Thériault (La question du pouvoir en Acadie, 1982) à Jean-Marie Nadeau (Que le tintamarre commence!, 1992), l’essai en Acadie aura souvent été un véhicule pour le « discours sur la nation » ou pour le (néo)nationalisme.
Rino Morin Rossignol fait des essais dans ses chroniques du Matin puis de L’Acadie Nouvelle. Robert Pichette a été chroniqueur pour différents journaux dont L’Acadie Nouvelle, le Telegraph Journal et le Globe and Mail. Les années 2000 verront proliférer à nouveau les chroniqueurs et les billettistes par la voie du journal, L’Acadie Nouvelle accordant des chroniques hebdomadaires à Rino Morin Rossignol dès 2001 ainsi qu’à Claude Le Bouthillier et à Jean-Marie Nadeau à partir de 2005. De nouvelles voix plumes s'y sont ajoutés dont Philippe Bernier Arcand, Françoise Enguehard, Céleste Godin, François Gravel, Marc Poirier et Roger Ouellette.
Au printemps 2013, une nouvelle jeunesse intellectuelle – et plus spécifiquement un groupe de quatre étudiants des cycles supérieurs de l’Université d’Ottawa – fera naître une nouvelle plateforme « ouverte et dynamique dans le souci de favoriser un renouvellement du discours acadien », se voulant « un espace de débat en français qui vise tant à informer qu’à favoriser les échanges d’idées et les découvertes culturelles » (Astheure.com, « qui sommes-nous? »).

## Thèmes

### Acadianité et nationalisme
La question identitaire est centrale dans la littérature acadienne des années 1970, de même que la définition des frontières de l'Acadie. Durant les années 1980, la tendance est plutôt à la prise de parole et à l'intervention culturelle ; l'Acadie se dote en effet d'organismes favorisant l'action commune et la professionnalisation. La question identitaire est considérée comme close au cours des années 1990, alors que le débat se porte sur la question linguistique.
Plusieurs écrivains du Sud-Est du Nouveau-Brunswick tentent en effet d'imposer le chiac comme langue littéraire, un mouvement somme toute marginal dont se distancient la plupart des auteurs des autres régions. Jean Babineau est l'auteur allant le plus loin dans cet usage, passant du français normatif ou familier, à l'anglais et au chiac selon les besoins. France Daigle et Paul Bossé font aussi un usage du chiac de façon plus modérée. Herménégilde Chiasson réserve le langage populaire à quelques pièces de théâtre. Des auteurs comme Louis Haché utilisent le français acadien ancien, en général pour les dialogues, une situation justifiable pour les romans historiques. Georgette LeBlanc fait figure d'exception en utilisant habillement le français acadien de sa région natale, la baie Sainte-Marie, dans son recueil Emma. Le problème de la portée du chiac se pose, car ce langage est surtout compris dans le Sud-Est. Le désir de toucher le plus grand nombre possible de lecteurs francophones influence d'ailleurs la plupart des auteurs à tendre vers le français normatif. Même Gérald Leblanc, pourtant auteur de L'Éloge du Chiac, suivait ce courant de pensée.

### Grand Dérangement
L'Acadie produit peu de texte dans les décennies suivant la déportation, la tradition restant avant tout orale ; plusieurs textes commencent d'ailleurs par un vieillard racontant son histoire. Pourtant, le Grand Dérangement est peu présent dans les récits, qui s'attardent surtout sur l'enpremier, autrement dit l'Acadie historique, une situation que P.D. Clarke explique par la situation précaire des Acadiens, l'absence d'une élite lettrée, l'importance de la tradition orale et probablement un désir de refouler les souvenirs traumatisants.
Lors de la renaissance acadienne du XIXe siècle, des journalistes proclament que l'isolement des Acadiens est terminé et que leur situation actuelle est due avant tout à la déportation.
Le bicentenaire de la Déportation, en 1955, inspire le père Laurent Tremblay, dont les trois drames historiques — Évangéline, L'Exploit de Madeleine et Un matin tragique — montrent des femmes faisant preuve d'un esprit d'initiative, de débrouillardise et de combativité, par opposition aux héroïnes soumises et obéissantes de la période précédente et annonçant les personnages d'Antonine Maillet. La même année, « Paul Desmarins » publie Josette, la petite Acadienne et Traqués sans merci.
Le thème nationaliste traditionnel de la Déportation est repris par Claude Le Bouthillier dans Feu du mauvais temps (1989) et Les Marées du Grand Dérangement (1994). L'œuvre de Le Bouthillier est comme la somme des romans antérieurs : les fiancés Angéline Clairefontaine Tristan rappellent Gabriel et Evangéline tandis que l'orpheline fait allusion à l'héroïne du roman Josette, la petite Acadienne. L'auteur désire faire ressortir « les actions héroïques, contrairement à l'image d'un peuple résigné [...] qui a été véhiculée ». Dix ans avant Da Vinci Code, de Dan Brown, il émet la théorie selon laquelle Jésus eut des enfants avec Marie-Madeleine — des Saint-Graal en chair et en os —, qui auraient suivi Joseph d'Arimathie en Europe et dont certains descendants se seraient mêlés aux Acadiens, expliquant les persécutions des Anglais.
Nous reviendrons en Acadie (2000), Herménégilde l’Acadien (2000) et Jacou d’Acadie (2001) sont des romans pour enfants cherchant à émouvoir les lecteurs par des personnages sympathiques pour leur faire découvrir ce que peut être une déportation. À part ceux-ci, la plupart des romans traitant de la déportation sont devenus des romans fleuves, les romanciers devant, selon Robert Viau, raconter les histoires de plusieurs personnages en plus de l'Histoire pour pouvoir dresser un portrait de l'époque. René Verville, dans Le Saule de Grand-Pré, publié en 2001, décrit précisément les événements de Grand-Pré et les émotions ressenties par les personnages.

## Autour de la littérature

### Critique et recherche
Le milieu artistique acadien a longtemps été trop restreint pour permettre une distance nécessaire à l'objectivité et une critique littéraire rigoureuse. La critique est toujours quasi inexistante au tournant du XXIe siècle, à cause du manque de moyens et de tribunes pour faire connaître une critique qui puisse être elle-même confrontée à une critique, le manque de références pour juger de la qualité d'une œuvre et, surtout, le fait que le milieu est peu habitué à supporter la critique négative sans qu'elle ne soit perçue comme mal intentionnée.
Le critique littéraire le plus prolifique est David Lonergan, qui publie depuis 1994 dans L'Acadie nouvelle à raison d'au moins deux textes par semaine, selon les années. Le Front, le journal étudiant de l'Université de Moncton, est aussi réputé dans ce domaine et il y a aussi des critiques publiées sporadiquement dans la Revue de l'Université de Moncton et la revue littéraire Ancrages, qui remplace Éloizes.
Martine L. Jacquot rédige des critiques dans le magazine Ven'd'est jusqu'à sa disparition au début des années 2000, dans l'hebdomadaire Le Courrier de la Nouvelle-Écosse jusqu'à la même époque, puis dans des médias électroniques tels que ecrits-vains.com. Elle devient ensuite rédactrice-en-chef des Cahiers canadiens, publiés à l'université de Volgograd en Russie, où une part est donnée aux lettres acadiennes. Les médias électroniques ne s'intéressent toutefois pas beaucoup à la critique. Outre les textes de David Lonergan et du Front, l'essentiel de la critique concerne la littérature. Au Québec, la critique s'intéresse surtout aux artistes acadiens habitant cette province, la plupart des autres étant inconnus à l'extérieur des frontières de l'Acadie. David Lonergan déplore d'ailleurs que les artistes acadiens les plus récompensés sont souvent ceux qui sont connus au Québec. Il y a aussi de temps à autre des publications académiques en Acadie ou ailleurs.
L'université de Moncton participe à la publication de la revue Francophonies d'Amérique, en plus d'avoir sa propre Revue de l'Université de Moncton et de publier les recherches du Centre d'études acadiennes Anselme-Chiasson.
Une première anthologie est publiée en 1893 par le Collège Saint-Joseph. Ce n'est qu'en 1979 que Marguerite Maillet, Gérald Leblanc et Bernard Émont terminent leur Anthologie de textes littéraires acadiens, 1606-1975, prouvant qu'il y a bel et bien une littérature acadienne. Marguerite Maillet publie son Histoire de la littérature acadienne en 1983 ; elle se concentre toutefois sur les auteurs d'avant les années 1970. Une première anthologie de la poésie préparée par Fred Cogswell et Jo-Anne Elder paraît en anglais en 1970 sous le titre Unfinished dreams ; elle est traduite en français la même année sous le titre Rêves inachevés, anthologie de poésie acadienne contemporaine. David Lonergan signe quant à lui Paroles d'Acadie en 2010, qui consiste en une suite logique de l'anthologie littéraire de 1979. D'autres anthologies ont toutefois été publiées entretemps, par Gérald Leblanc et Claude Beausoleil en 1988, encore par Gérald Leblanc en 1999 et par Serge Patrice Thibodeau en 2009.

### Financement
Les artistes acadiens sont souvent peu connus à l'extérieur de l'Acadie est reçoivent donc plus difficilement du financement du Conseil des Arts du Canada. En fait, leur statut se compare aux auteurs « régionaux » du Québec. La plus forte concentration d'Acadiens se retrouve au Nouveau-Brunswick mais le gouvernement de cette province est celui dépensant le moins per capita dans le secteur culturel. En fait, le Nouveau-Brunswick a une politique du livre depuis 2008 mais le faible budget nuit a son application.

### Censure
Selon David Lonergan, la rectitude politique pratiquée par le gouvernement du Nouveau-Brunswick frôle parfois la « débilité ».

### Publication et diffusion
Les Éditions Perce-Neige sont fondées en 1980 à Moncton et animées par le poète Gérald Leblanc jusqu'à sa mort en 2005. Représentante de « l'école de Moncton », la maison publie surtout des nouveaux titres mais aussi des classiques, à raison de six à sept titres en moyenne par année. La plupart des poètes y sont publiés, ainsi que la majeure partie des romans sur des préoccupations contemporaines. Les Éditions La Grande Marée, la seule maison d'éditions située à l'extérieur de Moncton, est fondée à Tracadie-Sheila en 1994 par Jacques Ouellet. Elle publie cinq ou six titres par an sur presque tous les genres et les sujets mais cet éclectisme et la faible qualité de certains textes nuisent à sa reconnaissance. En 1996, la femme de lettres Marguerite Maillet fonde Bouton d'or Acadie, spécialisée dans la littérature jeunesse, que ce soit d'auteurs acadiens ou étrangers. Respectés pour leur qualité graphique et littéraire, la douzaine de titres publiés annuellement couvrent divers intérêts mais valorisent le respect d'autrui et de l'environnement. Fondées en 2001 par Denis Sonier, les Éditions de la Francophonie publie de tout — toutefois peu de poésie et beaucoup de mémoires — en autant que le texte soit convenablement écrit, qu'il a un potentiel commercial et que l'auteur accepte de partager le risque financier. Elle axe sa mise en marché sur le milieu de l'auteur et parvient à se rentabiliser ; Louis Haché soutien ces pratiques alors que David Lonergan doute qu'elle n'a d'autre utilité que de gonfler l'égo des auteurs.
Bouton d'or Acadie et La grande Marée n'ont même pas d'employés permanents, alors que les Éditions de Grand-Pré ne fonctionne que lorsque son principal bénévole, le professeur Henri-Dominique Pratte, peut s'en occuper. La première maison d'édition, les Éditions d'Acadie, fait faillite en 2000. Il n'y a donc plus d'éditeurs de manuels scolaires ou d'ouvrages académiques, excepté dans quelques cas l'Université de Moncton, collaborant entre autres avec l'Université de Poitiers. Pourtant, publier un livre est facile et il semblerait, selon ce que rapporte David Lonergan, qu'un livre publié en Acadie se vende proportionnellement mieux qu'un autre vendu dans une autre province. Les pratiques et les capacités financières des éditeurs acadiens ont tout de même incité plusieurs auteurs, dont Herménégilde Chiasson, France Daigle et Claude Le Bouthillier, à se faire publier au Québec. Toutefois, d'autres comme Antonine Maillet l'ont fait parce qu'il n'y avait tout simplement pas d'éditeur à l'époque de leur écriture.
Les artistes acadiens ont souvent de la difficulté à faire parler d'eux dans les médias d'envergure. Selon Anne Compton, ce problème touche en fait tous les artistes des provinces de l'Atlantique. La faiblesse de l'édition acadienne et la faible population de l'Acadie nuit au rayonnement de sa littérature, que ce soit dans le reste du Canada ou à l'étranger. Le nationalisme québécois a parfois pour conséquence d'éclipser les artistes francophones hors-Québec.
Il n'y a pas de revue culturelle du genre de Liaison au Québec ni revue artistique ni périodique culturel gratuit. L'Acadie nouvelle et Radio-Canada annoncent bien quelques publications mais souvent par un bref commentaire ou une entrevue de l'auteur. Plusieurs auteurs acadiens sont publiés en Ontario mais le journal Le Droit n'accorde que peu de place à la littérature. Les quotidiens québécois accordent eux aussi peu de place à la littérature acadienne. D'ailleurs, Daniel Lessard dénonce que les journalistes s'intéressent plus au parcours de l'auteur qu'à l'œuvre, et que les romans historiques et la poésie sont délaissés. La revue Éloizes est tout de même fondée en 1980 mais disparait en 2003. Ancrages la remplace en 2005 mais disparaît en 2007 ; un nouveau numéro est toutefois publié en 2012.
Il n'y a que quelques librairies, d'abord près des campus de l'Université de Moncton – Edmundston, Moncton et Shippagan – auxquelles s'ajoutent quelques-unes dans des villes comme Caraquet et Tracadie-Sheila à partir des années 2000. Le gouvernement du Nouveau-Brunswick ne finance pas ces commerces et il n'y a aucune politique institutionnelle d'achat local.
En 2020, les Éditions Bouton d'or Acadie lanceront la bannière Mouton Noir Acadie, destinée à publier de la littérature hors du domaine de la littérature jeunesse.